# Jana Holomčík Leitnerová
Jana Holomčík Leitnerová (* 13. června 1987) je česká politička a marketingová konzultantka, v letech 2020 až 2024 zastupitelka a radní Jihomoravského kraje, od ledna do září 2024 místopředsedkyně Pirátů.

## Život
Pochází z Újezdu u Rosic (okres Brno-venkov), v letech 1998 až 2006 absolvovala Gymnázium TGM v Zastávce u Brna. Následně vystudovala bakalářský dvouobor český jazyk a literatura – pedagogika na Filozofické fakultě Masarykovy univerzity (promovala v roce 2012 a získala titul Bc.).
Během studia začala pracovat v marketingu a reklamě, kterým se na volné noze věnovala jako konzultantka a komunikátorka na všech frontách. V mládí se podílela na organizaci kulturních a sportovních akcí v její rodné vesnici, byla také dobrovolnou hasičkou. Při studiu vysoké školy se věnovala rovněž psaní pro studentský zpravodajský portál. Od dětství se věnuje dobrovolnictví.
Jana Holomčík Leitnerová žije v Brně, ráda poslouchá hudbu, tančí a vaří. Se svým manželem Radkem Holomčíkem, bývalým poslancem a bývalým náměstkem ministra zemědělství ČR, má dvě dcery.

## Politické působení
V krajských volbách v roce 2016 kandidovala jako členka SZ do Zastupitelstva Jihomoravského kraje, a to za subjekt „Zelení a Piráti“, ale neuspěla. V roce 2019 vstoupila do České pirátské strany a ve volbách v roce 2020 se stala krajskou zastupitelkou za tuto stranu. V listopadu 2020 byla navíc zvolena radní kraje pro sociální a rodinnou politiku.
V lednu 2024 byla zvolena 3. místopředsedkyní Pirátů, ve funkci nahradila Blanku Charvátovou. Ve volbách do Evropského parlamentu v červnu 2024 kandidovala ze 14. místa kandidátky Pirátů. Získala 707 preferenčních hlasů a stala se tak 13. náhradnicí.
V krajských volbách v roce 2024 byla lídryní Pirátů a kandidátkou strany na post hejtmanky Jihomoravského kraje. Strana nicméně ve volbách propadla, když získala pouze 3,24 % hlasů a Holomčík Leitnerová tak post zastupitelky ani radní kraje neobhájila. Následně dne 22. září 2024 oznámila, že ke konci září 2024 rezignuje i na funkci místopředsedkyně Pirátů.
V březnu 2025 ukončila členství v České pirátské straně, důvody svého kroku nechtěla rozvádět.